# Беријев Бе-103
Беријев Бе-103, (рус. Бериев Бе-103) је двомоторни, лаки путничко-транспортни руски нискокрилни хидроавион авион амфибија, развијен у другој половини последње декаде 20. века.

## Пројектовање и развој
Авион Беријев Бе-103 је пројектован у ОКБ Беријев, а направљен у фабрици КНААПО концерна Сухој. Намена му је да попуни празнину између хеликоптера и класичних авиона у приобаљу мора, океана, језера и река. Може послужити за: превоз путника и робе, као поштански авион, као туристички авион, за хитну медицинску помоћ, еколошки мониторинг, опреације трагања и спашавања, патролна служба, фото снимање из ваздуха, пољопривредне послове и томе слично. Пројект је почео да се ради почетком 1990-их година, пројектовање траје до почетка 1995, а тад почиње израда четири прототипа два за статичко, а два за летна ипитивања. Прототип је приказан на научној конференцији о хидроавијацији крајем септембра 1996. године, где је побудио велико интересовање како стручне јавности тако и новинара. Први пробни лет од 20 минута је обављен 15. јула 1997. године. Главни пројектант авиона је био А. К. Константинов., а пробни пилот В. Уљанов. Авион је први пут приказан домаћој и страној јавности на изложби МАКС-97 Аиршоу

### Технички опис
Беријев Бе-103 је лаки путничко транспортни хидроавион, који може да слеће на водене површине и на чврсто тло, тј. спада у класу авиона амфибија. Има једног члана посаде (пилота) и седишта за 5 путника или кад се избаце седишта (врло лако се преобрати из путничког авиона у карго верзију) може да понесе 545 kg терета. То је авион металне конструкције нискокрилни једнокрилац са два клипна ваздухом хлађена мотора врсте боксер са 6 цилиндара. Мотори су Continental IO-360-ES4 са директним убризгавањем горива у цилиндар снаге 157 kW и трокраком елисом променљивог корака са редуктором, они су постављени на репни део авиона, а хоризонталним носачима су причвршћени за труп авиона. За руско тржиште је предвуђена варијанта са моторима Баканов М-17Ф снаге 127 kW. У труп авиона је смештена кабина за путнике и пилота која представља једну целину. Кабина има систем за загревање ваздуха, шест седишта у три реда тако да у сваком реду има два седишта са пролазом између њих. Иза задњег реда седишта налази се простор са смештај пртљага. У кабину авиона се улази преко крила и поклопца кабине који се отварају нагоре, таквих (врата) поклопаца има два, један са леве, а други са десне стране авиона. Авион је робусне конструкције направљен од лаких алуминијумско-литијумских легура и титанијума на најоптерећенијим деловима конструкције. Труп авиона је направљен у облику чамца са прамцем и кобилицом. Авион је опремљен увлачећим стајним трапом систем „трицикл“ са предњом ногом која се увлачи у прамац и две ноге које се увлаче у крила авиона. Ноге стајног трапа су опремљене точковима са нископритисним гумама. Крила авиона су трапезастог облика са косом нападном ивицом (угао 22°) и равном задњом ивицом крила. У крилима су смештени резервоари са горивом. Низак положај крила у односу на труп авиона, и њихов облик повећава стабилност на води (тримаринско корито) и ствара екран ефекат (Aquaplaning) што олакшава слетање и полетање авиона са водених површина. Стандардна опрема авиона су јављачи пожара, индикатори за појаву леда на оплати летелица, систем за одлеђивање и хидрауличне кочнице. Навигациона опрема и авионика се може конфигурисати према жељи наручиоца авиона.

## Оперативно коришћење
Авион је сертификован у Америци, Бразилу, Кини, Европској унији и Русијичиме су му отворена врата светског тржишта. До сада је продат у САД, Кини и Русији негде око 30 примерака. Авион је пројектовао ОАО Беријев, а производи га фабрика авиона КНААПО.

## Земље које користе овај авион
- Кина
- Русија
- САД